# Петрашкевичуте, Ядвига Валериановна
Ядви́га Валериановна Петрашке́вичуте (лит. Jadvyga Petraškevičiūtė; в замужестве — Михонска пол. Jadwiga Michońska; 1919—2013) — литовско-польская певица (драматическое сопрано), педагог.

## Биография
Родилась 30 августа 1919 года в Налибоках (ныне Столбцовский район, Минская область, Беларусь). В 1947 году окончила Вильнюсскую консерваторию по классу пения, педагог А. Клау). Солистка ГТОБ Литовской ССР (1948—1959). С 1959 года жила в Польше. Солистка Большого театра в Лодзи (1962—1982). В 1963—2006 годах преподавала в музыкальной академии в Лодзи; профессор.
Умерла 23 мая 2013 года в Лодзи (Польша).

## Оперные партии
- «Борис Годунов» М. П. Мусоргского — Марина Мнишек
- «Евгений Онегин» П. И. Чайковского — Татьяна
- «Мазепа» П. И. Чайковского — Мария
- «Пиковая дама» П. И. Чайковского — Лиза
- «Демон» А. Г. Рубинштейна — Тамара
- «Тоска» Дж. Пуччини — Тоска
- «Богема» Дж. Пуччини — Мюзетта
- «Князь Игорь» А. П. Бородина — Ярославна
- «Русалка» А. С. Даргомыжского — Наташа
- «Галька» С. Монюшко — Галька
- «Проданная невеста» Б. Сметаны — Марженка
- «Долина» Э. 'Альбера — Марта
- «Марите» А. Рачюнаса — Марите Мельникайте
- «Паяцы» — Р. Леонкавалло — Неда
- «Бал-маскарад» Дж. Верди — Амелия
- «Аида» Дж. Верди — Аида

## Награды и премии
- Сталинская премия третьей степени (1951) — за исполнение партии Марины Мнишек в оперном спектакле «Борис Годунов» М. П. Мусоргского, поставленного на сцене ГАТОБ Литовской ССР